# H. P. 러브크래프트
하워드 필립스 러브크래프트(영어: Howard Philips Lovecraft, 1890년 8월 20일 ~ 1937년 3월 15일)는 미국의 호러, 판타지, 공상과학 소설가이다.
미국 로드아일랜드주 프로비던스 시에서 태어났다. 인스머스의 그림자와 크툴루의 부름 등 수많은 단편을 썼다. 그가 만들어낸 일련의 신화 체계는 후대의 작가들에게도 영감을 불어넣어, 수많은 소설가들이 그걸 이어받아 크툴루 신화로 발전시켰다. 한편 극심한 인종 차별을 지속적으로 하여 비난받았다. 특히 흑인에 대해서는 "짐승, 악으로 가득한 유사 인종"이라고 비난한 바 있다. 1934년부터 암 증세가 서서히 일어나기 시작했지만 단순한 소화불량으로 여기다 고통을 이기지 못해 1937년 3월, 병원을 찾아갔지만 이미 소장암이 온몸 곳곳에 퍼진 후였다. 결국 입원 5일 뒤 1937년 3월 15일 암으로 사망했다. 자신의 고향에 묘가 세워졌지만 비석은 약 40여 년 후인 1978년에 독자들에 의해 세워졌다.

## 작가에 대한 비판
인종주의적이다라는 비판을 받은 적이 있으며, 실제로 흑인 작가가 러브크래프트의 이름을 딴 상을 수상 거부한 바 있다.